# Alamares

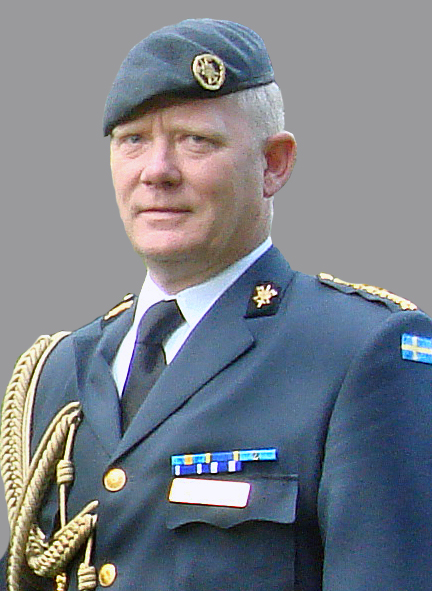
Um militar sueco com uma aiguillette em seu uniforme.

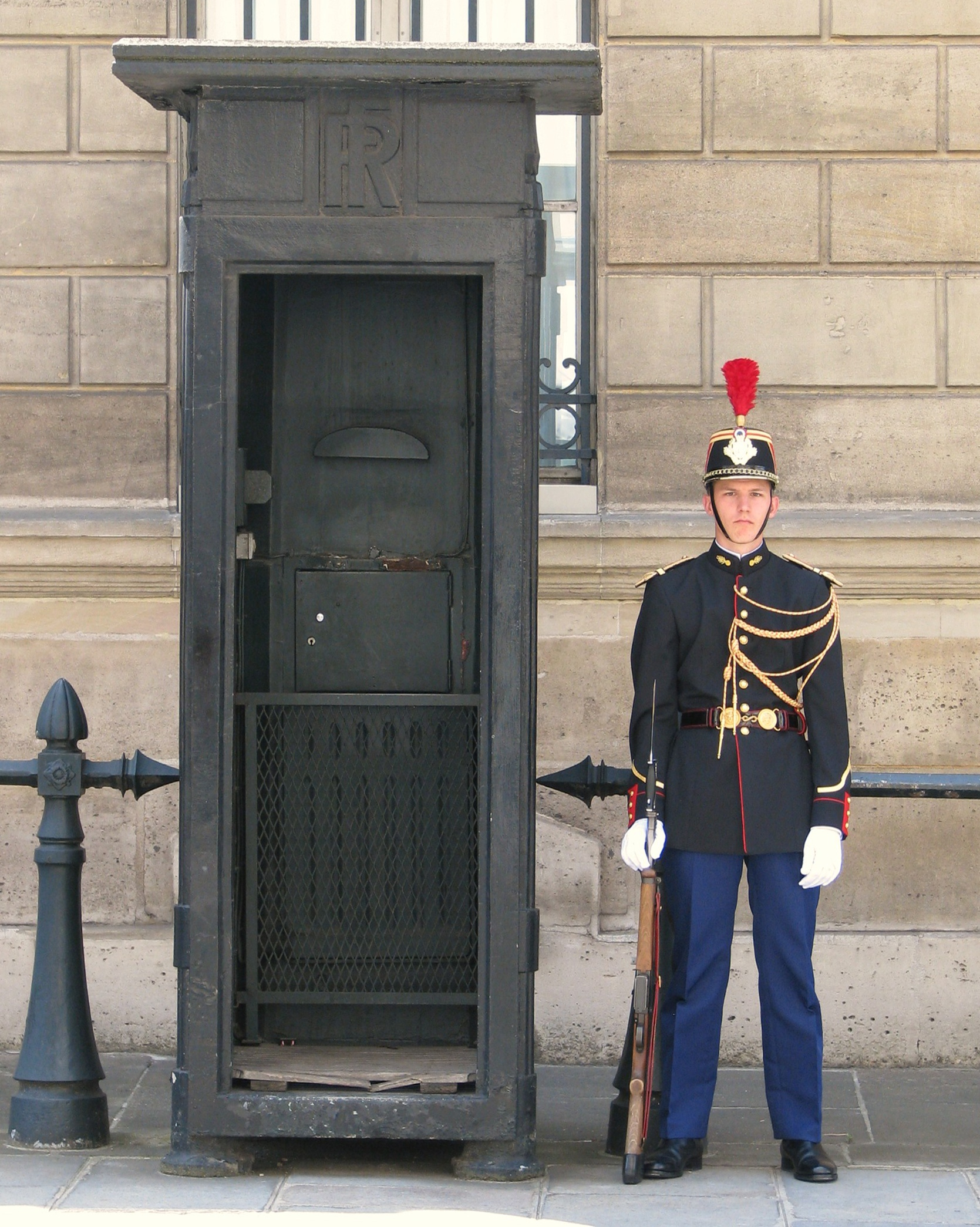
Militar da Guarda Republicana francesa usando alamares sobre o ombro esquerdo.

Os alamares (em francês: aiguille; também chamado de aguillette, aiglet ou aglet) são uma peça do uniforme militar, formada por cordões entrelaçados e usada, em certas corporações, pelos oficiais de estado-maior e ajudantes de ordens.

## História
Retratos dos séculos XVI e XVII mostram que aiglets ou pontas de metal podem ser funcionais ou puramente decorativos, embora muitos tenham sido usados para "fechar" costuras e cortes que nem sempre são aparentes em roupas escuras em retratos. Eles eram feitos em conjuntos combinados, podiam ser de prata, prata dourada ou ouro, e eram usados em massa.
Um inventário de 1547 do guarda-roupa de Henrique VIII da Inglaterra inclui um casaco com 12 pares de aiglets e 11 vestidos com um total de 367 pares. O Livro Diário do Guarda-Roupa de Isabel I registra os itens recebidos no depósito, incluindo detalhes de botões e agulhetas perdidos das roupas da Rainha. Esta entrada sugere o grande número de aiglets correspondentes na moda quarenta anos depois:
Perdeu o 2 de fevereiro […] [de 1582] 1 maço de pequenas etiquetas de ouro ou galettes de um vestido de cetim preto em Sittingbourne parcela [da parte] de cima do mesmo vestido 193 arbustos: 74
Os aiglets de Elizabeth eram esmaltados de várias maneiras com detalhes em branco, vermelho, preto, azul e roxo ou cravejados de diamantes, granadas, rubis e pérolas. Na Escócia, eram conhecidos como "chifres", Maria da Escócia tinha pares de chifres de ouro esmaltados em vermelho e branco e cravejados de pérolas. As de Ana da Dinamarca nos primeiros anos do século XVII eram maiores, em forma de triângulos e pirâmides. Um conjunto de 24 foi feito de três lados, com "27 diamantes nas laterais e um no topo", totalizando 642 diamantes no conjunto.

## Etimologia
O substantivo comum singular "alamar" deriva do árabe al-Hamára, "linha de pesca", "enfeite de vestuário".

## Uso militar
Os alamares (aiguillette) modernos derivam dos laços usados para prender placas de armadura juntas — as placas peitorais e traseiras seriam presas de um lado com laços curtos de cordão atuando como uma dobradiça e, do outro, por um laço mais longo e ornamentado, para apoiar as defesas de braço. Os nós resultantes cairiam no ombro (como nas botas de combate, quanto mais longa a renda, menor a necessidade de desfazer toda a renda). À medida que as armaduras se tornavam mais ornamentais e menos práticas, o mesmo acontecia com as gravatas. Isso também explicaria as aiguillettes de vários níveis de complexidade nos uniformes da Household Cavalry, em oposição a outras tropas "sem armadura".
Uma versão que diz que as aiguillettes se originaram em ajudantes de campo e ajudantes usando um lápis na ponta de uma corda pendurada no ombro não tem base histórica.